# Adolf Braun (Politiker, 1949)
Adolf Braun (* 23. Januar 1949 in Kuragino, Sowjetunion) ist ein deutscher Politiker (CDU) und ehemaliges Mitglied des Sächsischen Landtages.

## Leben
Adolf Braun machte nach seinem Realschulabschluss einen Abschluss zum Diplom-Philologen und Handwerksmeister. Von 1978 bis 1992 war er als Kunsthandwerker beziehungsweise als Handwerksmeister im Innenausbau bei Innenprojekt Halle beschäftigt. Zwischen 1992 und 2002 war er Sachbearbeiter/Beauftragter für Übergangswohnheime des Landkreises Chemnitzer Land.
Braun ist römisch-katholisch, verheiratet und hat zwei Kinder sowie ein Pflegekind. Er lebt in Chemnitz.

## Politik
Adolf Braun ist seit 1996 Mitglied der CDU. Ab 1999 war er stellvertretender Landesvorsitzender der Ost- und Mitteldeutschen Vereinigung der CDU/CSU – Union der Vertriebenen und Flüchtlinge (OMV) im Landesverband Sachsen. Ab 2000 war er kooptierendes Mitglied der Bundesvorstandes der OMV. Von 1990 bis 1996 war Braun Landesvorsitzender der Landesgruppe Sachsen.
Zwischen 1995 und 2000 war er stellvertretender Bundesvorsitzender und ab 2000 Bundesvorsitzender der Landsmannschaft der Deutschen aus Russland (LDR). Ab 1994 war er Mitglied des Beirates für Vertriebene und Flüchtlinge beim Sächsischen Innenministerium und ab 2000 Mitglied des Beirates für Vertriebene und Flüchtlinge beim Bundesinnenministerium. Ab 2000 war Braun Mitglied im Bundesvorstand des Bundes der Vertriebenen (BdV).
Adolf Braun trat am 8. Juli 2002 als Nachrücker für den Abgeordneten Wolfgang Nowak in den Sächsischen Landtag ein. Dort war er Mitglied im Innenausschuss, im Ausschuss für Bauen, Wohnen und Verkehr, im Europaausschuss sowie im Petitionsausschuss. Bei der Landtagswahl 2004 verpasste er (nur auf der Landesliste der CDU Sachsen kandidierend) ein Mandat.

## Belege
- Klaus-Jürgen Holzapfel (Hrsg.): Sächsischer Landtag: 3. Wahlperiode, 1999–2004; Volkshandbuch. 3. Auflage. NDV Neue Darmstädter Verlagsanstalt, Rheinbreitbach 2003, ISBN 3-87576-493-5. S. 24 (Ausschüsse: S. 77, 82, 84 u. 86). (Stand 20. März 2003)

| Personendaten    | Personendaten                  |
| ---------------- | ------------------------------ |
| NAME             | Braun, Adolf                   |
| KURZBESCHREIBUNG | deutscher Politiker (CDU), MdL |
| GEBURTSDATUM     | 23. Januar 1949                |
| GEBURTSORT       | Kuragino, Sowjetunion          |